# Chairil Anwar
Chairil Anwar, né le 26 juillet 1922 à Medan, Sumatra du Nord et mort le 28 avril 1949 à Jakarta, est un poète indonésien membre de ce que les Indonésiens appellent la « Génération de 1945 » (Angkatan 45), en référence à la période de quatre années qui commence en 1945 avec la proclamation de l'indépendance de l'Indonésie, et se termine avec le transfert de la souveraineté des Pays-Bas à l'Indonésie en 1949.

## Biographie
Né dans les Indes néerlandaises, Chairil Anwar est éduqué dans des écoles hollandaises. Il doit quitter les études à l'âge de 19 ans. Il déménage à Batavia (aujourd'hui Jakarta) avec sa mère après le divorce de ses parents. Il se met à lire de la littérature occidentale, ce qui aura une influence sur sa propre écriture et le distinguera des écrivains traditionnels qui le précèdent.
Ses poèmes sont diffusés sur du papier bon marché lors de l'occupation japonaise des Indes néerlandaises. Ils ne seront publiés qu'en 1945,.
Il semble que ce soit la mort de sa grand-mère qui pousse le jeune Chairil à écrire des poèmes. La mort est d'ailleurs un thème de nombre d'entre eux. Ces poèmes ont été rassemblés dans un recueil intitulé Deru Campur Debu ("Grondement mêlé de poussière") et publié en 1949. Son état de santé est alors détérioré en raison de son mode de vie. Il meurt à l'hôpital CBZ Hospital (aujourd'hui l'hôpital public Cipto Mangunkusomo à Jakarta) le 28 avril 1949. Cette date est aujourd'hui celle de la "Journée de la littérature" en Indonésie,. Il est enterré au cimetière de Karet Bivak de Jakarta.

## Traductions françaises
- « Chairil Anwar : poèmes », traduction de Georges Voisset in Orpheus, Revue internationale de poésie n° 2, 2000.
- « J'erre parmi eux »[3] et « 1943 »[4], traduction d'Isadora Fichou in Jentayu, numéro spécial "En ces temps incertains", 2020.
- « Nous les chiens traqués » (Kita anjing diburu), traduction d'Isadora Fichou. Éditions Abordo, 2024.

## Sources
- Ministry of Information, Republic of Indonesia (1953) Basic Information on Indonesia
- Tinuk Yampolsky (2002) Chairil Anwar: Poet of a Generation at Center for Southeast Asian Studies Northern Illinois University website access date 8 March 2009